# Cha 110913-773444
Pour les articles homonymes, voir Cha.
Désignations
Cha J110913-773444 (Cha 110913 en abrégé) est un objet céleste de l'hémisphère sud situé dans la constellation du Caméléon.
C'est le premier objet libre de masse planétaire à avoir été observé. Il a été découvert en 2004 par Kevin Luhman de l'Université d'État de Pennsylvanie à l'aide des télescopes spatiaux Spitzer et Hubble, ainsi que de deux télescopes terrestres situés au Chili.

## Présence d'un disque protoplanétaire
Il est entouré d'un disque de poussière qui est interprété comme un disque protoplanétaire, en raison de la jeunesse de l'objet dont l'âge est estimé à deux millions d'années. Cha 110913 serait donc l'objet le plus léger connu à posséder un tel disque, permettant la formation éventuelle de planètes autour d'un objet libre de masse planétaire.
Bien que fréquemment observée chez les objets stellaires jeunes de plus forte masse, aucune accrétion n'a été détectée, avec une limite supérieure du taux d'accrétion de l'ordre de 10-12 masse solaire par an.

## Classification incertaine
De 8+7

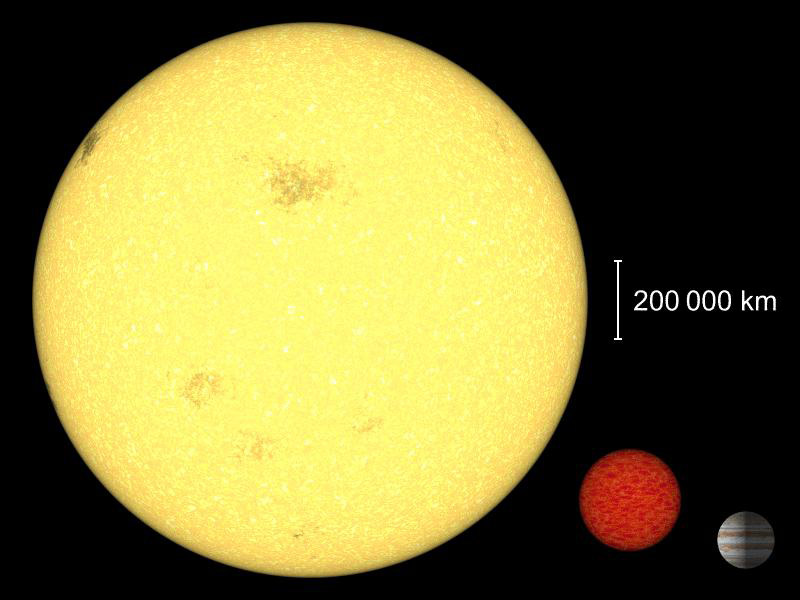
Comparaison des volumes du Soleil, de Cha 110913 et de Jupiter.

−3 masses joviennes, il est probablement trop léger pour être une naine brune  (13 masses joviennes pour assurer la fusion du deutérium). Il devrait logiquement être considéré comme un planémo
Il n'y a toutefois pas consensus au sein de la communauté scientifique concernant la classification de cet objet :
- d'une part, l'objet présente une masse similaire à plusieurs exoplanètes observées, ce qui tendrait à le classer comme planète,  planémo ou sous-naine brune
- d'autre part, l'objet est « libre », c’est-à-dire qu'il n'est pas en orbite autour d'un objet plus massif comme une étoile ou une naine brune ; ainsi, on conjecture qu'il s'est formé selon le scénario de formation stellaire par contraction et fragmentation d'un nuage moléculaire, et non comme une planète, à savoir dans un disque protoplanétaire autour d'un objet de masse plus importante.

De tels objets sont souvent désignés par l'expression objets libres de masse planétaire (en anglais planetary mass brown dwarf).
L'objet libre le plus léger connu auparavant, OTS 44, était de masse suffisamment importante pour être considéré comme une naine brune.